# رکوردها و دستاوردهای مایکل جکسون در جدول‌های جهانی

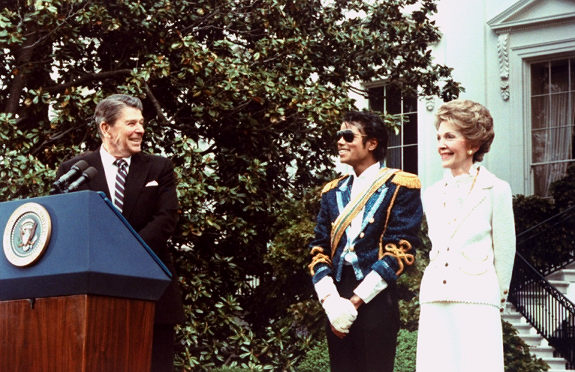
مایکل جکسون هنرمند

این مقاله دربارهٔ رکوردهای مایکل جکسون، هنرمند، ترانه‌سرا و خیرخواه برجستهٔ اهل آمریکا در مهم‌ترین جداول موسیقی جهان است.
مایکل جکسون در طول ۴۵ سال فعالیت هنری‌اش، رکوردهای بسیاری را از آن خود کرده‌است. نام او به عنوان «موفق‌ترین و بزرگ‌ترین سرگرمی‌ساز جهان» در کتاب رکوردهای گینس ثبت شده‌است.

## آلبوم ها
او در طول عمر خود ۱۰ آلبوم استودیویی منتشر کرده است که ۵ تایشان جزو پرفروش ترین البوم های جهان هستند او تنها هنرمندی است که این تعداد آلبوم پر فروش را دارد . همچنین آلبوم تریلر او که در سال ۱۹۸۲ منتشر شد، با فروش بیش از ۱۱۰ میلیون نسخه در جهان، پرفروش‌ترین آلبوم تاریخ موسیقی‌ست. پنجمین آلبوم استودیویی جکسون به نام غیر معمول در سال ۱۹۷۹ منتشر شد. این آلبوم یک موفقیت تجاری بزرگ بود و به نخستین آلبومی تبدیل شد که چهار تک‌آهنگ آن، در بین ۱۰ اثر برترِ جدول ۱۰۰ آهنگ داغ بیلبورد قرار گرفت. آلبوم غیر معمول رتبهٔ سوم را در جدول بیلبورد ۲۰۰ به‌دست‌آورد و در مدت ۳ سال با فروش ۷ میلیون نسخه به پرفروش‌ترین آلبوم یک هنرمند سیاه‌پوست که تا آن زمان در جهان منتشر شده بود تبدیل شد . تا قبل از آن سیاه پوستان اعتباری در موسیقی نداشتند . در سال ۱۹۸۰ این آلبوم توانست با دریافت تعدادی جایزه از مراسم‌های معتبر موسیقی از جمله یک جایزه گرمی بدرخشد. غیرمعمول در در شمارهٔ سوم جدول ال‌پی‌ها و نوارهای ضبط برتر بیلبورد و در شمارهٔ یک جدول آلبوم‌های برتر آراندبی/هیپ-هاپ رسید. آلبوم ۱۶ هفته در شمارهٔ یک این جدول ماند و یک موفقیت انتقادی بزرگ بود. 
مایکل در سال ۱۹۸۲ ششمین آلبوم استودیویی خود به نام تریلر را منتشر کرد . تریلر در سال یکم انتشارش، بیش از ۲۵ میلیون نسخه در جهان فروش داشت و در ۷ فوریه ۱۹۸۴ به پرفروش‌ترین آلبوم جهان در تمام دوران‌ها تبدیل شد و نامش در کتاب رکوردهای گینس ثبت شد. این در حالی بود که پرفروش‌ترین آلبوم یک هنرمند تک‌خوان (سولو) در آن زمان، تنها ۱۲ میلیون نسخه فروش داشت. تریلر تنها آلبومی است که توانسته ۲ بار (سال‌های ۱۹۸۳ و ۸۴) پرفروش‌ترین آلبوم سال آمریکا باشد. همچنین این آلبوم پرفروش‌ترین آلبوم جهان از سال ۱۹۹۱ تا ۲۰۰۳ بوده‌است. در سال ۲۰۰۶ مشخص شد که پس از گذشت ۲۲ سال از انتشار تریلر همچنان سالیانه ۱۳۰٬۰۰۰ نسخه از آن در آمریکا به فروش می‌رسد. هیچ آلبومی از تریلر پرفروش‌تر نبوده‌است. فروش این آلبوم تا به امروز بیش از ۱۱۰ میلیون نسخه برآورد شده است . مایکل با انتشار تریلر، مناسبات صنعت موسیقی را از لحاظ چهارچوب هنری، تجاری و درآمدزایی متحول نمود. تریلر، او را به مهم‌ترین و محبوب ترین هنرمند و سرگرمی‌ساز دهه ۸۰ تبدیل کرد. او با انتشار این آلبوم، سدهای نژادپرستی را در هم شکست، سبک‌های موسیقی را دگرگون کرد، به هنرمندان سیاه‌پوست اعتبار داد و ساختار نماهنگها را برای همیشه و به صورت بنیادی تغییر داد. وکیل او، جان برانکا، اعلام کرد مایکل در آن زمان بالاترین حقوق محفوظ را در میان هنرمندان صنعت موسیقی دارا بود: ۴۲ درصد از کل سود آثار. نیویورک تایمز مایکل را در سن ۲۵ سالگی، «پدیده‌ای در عرصهٔ موسیقی» خواند و گفت: «در دنیای موسیقی پاپ، مایکل جکسون یک طرف و بقیه در طرف دیگر هستند». جی. رندی تارابورلی نویسنده آمریکایی مینویسد : در برخی مواقع، فروش تریلر مثل یک کالای لوکس نیست، بلکه همانند یک کالای ضروری در هر خانه‌ای پیدا می‌شود… به گمان‌ام تریلر شنیده شده‌ترین ضبط تمام تاریخ است. تریلر برجسته‌ترین آلبوم ـ غیر موسیقی متن ـ در تاریخ تأسیس بیلبورد ۲۰۰ است. رئیس‌جمهور وقت آمریکا، رونالد ریگان نیز به خاطر تقدیر از مایکل، او را به کاخ سفید دعوت کرد و موفقیتش را «یک رؤیای آمریکایی محقق شده» نامید. همچنین تریلر اهمیت آلبوم‌های موسیقی را که تا آن زمان توجه زیادی به آن‌ها نمی‌شد بالا برد. وبگاه ام‌اس‌ان‌بی‌سی آلبوم تریلر را «برترین آلبوم تاریخ موسیقی جهان» می‌داند. آلبوم تریلر در سال ۲۰۰۸، توسط کتابخانهٔ کنگرهٔ آمریکا، تحت عنوان «اثر برجستهٔ فرهنگی و تاریخی ماندگار» به فهرست گنجینهٔ ملی ضبط آمریکا اضافه شد. در دسامبر ۲۰۱۵ انجمن صنعت ضبط موسیقی آمریکا اعلام کرد که فروش تریلر از مرز ۳۰ میلیون نسخه در آمریکا گذشته و به همین دلیل ۳۰اُمین گواهی‌نامهٔ مولتی-پلاتین خود را دریافت کرد. تریلر اولین آلبومی است که موفق به دریافت ۳۰اُمین گواهی‌نامهٔ پلاتین شده‌است . گیل فریسن، رئیس کمپانی «آی‌اَنداِم» می‌گوید: «کل صنعت موسیقی از موفقیت تریلر بهره برد». جکسون با تریلر، صنعت موسیقی را از لحاظ هنری، تجاری و درآمدزایی متحول نمود. در زمان انتشار آلبوم تریلر، خوانندگان و مردم بیشتر به تک‌آهنگ‌ها اهمیت می‌دادند اما تریلر باعث افزایش اهمیت آلبوم‌های موسیقی شد. او ثابت کرد که تمام تک‌آهنگ‌های یک آلبوم می‌تواند موفق باشد. شبکهٔ تلویزیونی وی‌اچ‌وان این اتفاق را این‌گونه توضیح می‌دهد: «در بازاری که در آن تک‌آهنگ‌ها جولان می‌دادند؛ تریلر اهمیت و توجه را نسبت به آلبوم‌ها بالا برد. در عین حال، پرفروش شدن چندین تک‌آهنگ از این آلبوم، تصوری را که در مورد تعداد تک‌آهنگ‌های موفق یک آلبوم رواج داشت، تغییر داد». روزنامهٔ تایم می‌گوید: «موج تریلر بهترین سال‌ها را از زمان اوایل سال ۱۹۷۸ برای صنعت موسیقی از نظر تجاری به ارمغان آورد؛ زمانی که صنعت موسیقی درآمد کلی معادل ۴٫۱ میلیارد دلار داشت». نیویورک تایمز تأثیر تریلر را همانند بازگشت اعتماد به نفس به روح صنعتی که، توسط «ویرانه‌های جنبش پانک و سبک فرمالیتهٔ پاپ کامپیوتری» محدود شده بود، توصیف کرد و تأثیر جکسون را تنها ۱ سال پس از انتشار تریلر این گونه بیان کرد: «ستارهٔ آثار ضبط شده، رادیو و ویدئوهای راک. گروه نجاتی تک‌نفره برای صنعت موسیقی. آهنگسازی که بنیان موسیقی را برای یک دهه دگرگون می‌کند. رقصنده‌ای با گرانقدرترین پاها در مسیر و خواننده‌ای که فراتر از هر سلیقه، سبک و همچنین تعصب نژادی پیش می‌رود».نیویورک تایمز مایکل را در سن ۲۵ سالگی، «پدیده‌ای در عرصهٔ موسیقی» خواند و گفت: «در دنیای موسیقی پاپ، مایکل جکسون یک طرف و بقیه در طرف دیگر هستند».
تنها چندی پس از انتشار آلبوم، روزنامهٔ نیویورک تایمز نوشت: «جکسون بزرگ‌ترین پدیده از زمان بیتلزها است. او محبوب‌ترین پدیده پس از الویس پریسلی است و شاید محبوب‌ترین هنرمند سیاه‌پوست برای همیشه باقی بماند». مایکل چندی بعد به موفق‌ترین و محبوب‌ترین هنرمند و سرگرمی‌ساز جهان در تمام دوره‌ها تبدیل شد. همچنین بسیاری از صاحب‌نظران موسیقی همانند بری گوردی، مؤسس شرکت موتاون رکوردز از او به عنوان «بزرگ‌ترین و عظیم‌ترین سرگرمی‌ساز و صحنه‌گردان جهان در کل تاریخ» یاد می‌کنند. بعد از مرگ مایکل جکسون در ۴ تیر ۱۳۸۸، آلبوم تریلر، رکوردهای جدیدی ثبت کرد. در ۵ روز اول مرگ مایکل، از آلبوم تریلر بیش از ۱۰۰ هزار نسخه فروش رفت و آلبوم توانست در رتبهٔ ۲ جدول برترین آلبوم‌های کاتولوگ بیلبورد قرار بگیرد. فروش ترانه‌های این آلبوم در ۵ روز اول مرگ مایکل از طریق اینترنت نیز او را به اولین شخصی تبدیل کرد که در عرض یک هفته، ۱ میلیون نسخه از ترانه‌هایش در اینترنت به فروش رفت. امروزه بیشتر از ۴ دهه است که از انتشار آلبوم تریلر می‌گذرد اما همچنان در بالاترین درجه از محبوبیت قرار دارد. موفقیت این آلبوم برای فردی سیاه‌پوست در آن دوره، بی‌نظیر بود. آلبوم تریلر باعث شد تا هنرمندان آمریکایی آفریقایی‌تبار همانند پرینس به موفقیت برسند. روزنامه‌نگار و زندگی‌نامه‌نویس، نلسون جرج می‌گوید: «تریلر برای هنرمندان بی‌شماری از جمله: آشر، جاستین تیمبرلیک و آر. کلی همانند کتابی آموزشی بود که توانست آن‌ها را آموزش دهد و فرهیخته کند»      در مارس ۱۹۸۴، پس از موفقیت‌های پی‌درپی آلبوم تریلر، رونالد ریگان، رئیس جمهور وقت ایالات متحده، در پیامی به مایکل نوشت: «اعتقاد شما به خدا و تبعیت شما از ارزش‌های سنتی، الهام‌گر همهٔ ماست. از زمان آهنگ «می‌خواهم برگردی» هوادران بی‌شماری به‌دست‌آوردی که من و نانسی هم جزء آن‌ها هستیم. به ساخت آثار خوب ادامه بده؛ و ما خیلی برایت خوشحال هستیم.»     در سال ۲۰۰۹ شبکهٔ وی‌اچ‌وان و ام‌تی‌وی نظرسنجی‌ای انجام دادند که در آن نظر دهندگان باید «عظیم‌ترین آلبوم موسیقی از زمان تأسیس شبکهٔ ام‌تی‌وی در سال ۱۹۸۱» را انتخاب می‌کردند؛ تریلر از بین ۳۰۰ آلبوم نامزد شده، برنده شد. آلبوم تریلر بیش از ۳۳ درصد از کل رأی‌ها را به دست آورد . نام تریلر در سال ۲۰۰۸ و ۲۵ سال بعد از انتشارش، به تالار مشاهیر گرمی راه یافت و چند هفته بعد از آن، توسط کتابخانهٔ کنگرهٔ آمریکا، تحت عنوان «اثر برجستهٔ فرهنگی و تاریخی ماندگار» به فهرست گنجینهٔ ملی ضبط اضافه شد . تریلر موفق به ثبت ۷ رکود در کتاب رکوردهای جهانی گینس شد . در سال ۱۹۸۴ (۱۳۶۳ ه‍.ش) مایکل جکسون رکورد «دریافت بیشترین تعداد جایزهٔ گرمی در یک شب» را با دریافت ۸ گرمی از آن خود کرد که ۷ عدد از آن برای آلبوم تریلر بود. این تعداد جایزه، برای اولین بار بود که در طول یک سال توسط یک نفر به دست می‌آمد. در سال ۱۹۸۵ نیز جایزهٔ «بهترین موزیک ویدئوی فرم طولانی» را برای «ساخت تریلر مایکل جکسون» برنده شد. بروس سوئدن نیز یک جایزه برای «مهندسی ضبط آلبوم» برد. آلبوم تریلر در مجموع به همراه ترانه‌ها و موزیک ویدئوهایش، ۹ جایزهٔ گرمی برده‌است که بیش از هر آلبوم دیگری است . تریلر محبوب ترین ، پرفروش ترین ، پر افتخارترین ، موفق ترین ، تاثیرگذارترین و  شنیده شده ترین آلبوم تاریخ است . در سال ۲۰۰۸ به مناسبت ۲۵ سالگی تریلر،   تریلر ۲۵ منتشر شد و تبدیل به پرفروش ترین آلبوم th (آلبوم هایی که به مناسبت چندین ساله شدن آلبوم ها منتشر میشود) شد . 

## کشور ها

### تک‌آهنگ‌های جکسون که در جدول ۱۰۰ اثر برتر بیلبورد شماره یک شدند
| \| - : «بن» (۱ هف - ۷۹: «تا به اندازه کافی گیرت نیومده بس نکن» (۱ هفته - ۱۹۸۰: «رقص با تو» (۴ هفته) - ۱۹۸۳: «بیلی جین» (۷ هفته) - ۱۹۸۳: «بزن به چاک» (۳ هفته - ۹۸۳: «بگو بگو بگو» (۶ هفته) - ۱۹۸۷: «نمی‌تونم دوستت نداشته باشم» (۱ هفته) \| - ۱۹۸۷: «بد» (۲ هفته) - ۱۹۸۷: «حسی که تو به من میدی» (۱ هفته) - ۱۹۸۸: «مرد درون آینه» (۲ هفته) - ۱۹۸۸:انای کثیف» (۱ هفته) - ۱۹۹۱: «سیاه یا سفید» (۷ هفته) - ۱۹۹۵: «تو تنها نیستی» (۱ هفته) \| | |
| - : «بن» (۱ هف - ۷۹: «تا به اندازه کافی گیرت نیومده بس نکن» (۱ هفته - ۱۹۸۰: «رقص با تو» (۴ هفته) - ۱۹۸۳: «بیلی جین» (۷ هفته) - ۱۹۸۳: «بزن به چاک» (۳ هفته - ۹۸۳: «بگو بگو بگو» (۶ هفته) - ۱۹۸۷: «نمی‌تونم دوستت نداشته باشم» (۱ هفته) | - ۱۹۸۷: «بد» (۲ هفته) - ۱۹۸۷: «حسی که تو به من میدی» (۱ هفته) - ۱۹۸۸: «مرد درون آینه» (۲ هفته) - ۱۹۸۸:انای کثیف» (۱ هفته) - ۱۹۹۱: «سیاه یا سفید» (۷ هفته) - ۱۹۹۵: «تو تنها نیستی» (۱ هفته) |

### تک‌آهنگ‌های جکسون که در بین ۱۰ اثر نخست جدول ۱۰۰ اثر برتر بیلبورد قرار گرفت
۲۸ عدد از ۱۰ آهنگ مایکل جکسون در بین ۱۰ اثر برتر بیلبورد ۱۰۰ قرار گرفته‌است.
| \| - ۱۹۷۱: «باید آنجا باشم» #۴ - ۱۹۷۲: «راکین رابین» #۲ - ۱۹۷۲: «بن» #۱ - ۱۹۷۹: «تا به اندازه کافی گیرت نیومده بس نکن» #۱ - ۱۹۸۰: «رقص با تو» #۱ - ۱۹۸۰: «غیر معمول» #۱۰ - ۱۹۸۰: «او در زندگی‌ام نیست» #۱۰ - ۱۹۸۳: «آن دختر مال من است» #۲ - ۱۹۸۳: «بیلی جین» #۱ - ۱۹۸۳: «بزن به چاک» #۱ - ۱۹۸۳: «می‌خوای چیزی رو شروع کنی» #۴ - ۱۹۸۴: «طبیعت بشر» #۶ - ۱۹۸۴: «پی وای تی» #۱۰ - ۱۹۸۴: «بگو بگو بگو» #۱ - ۱۹۸۴: «تریلر» #۴ - ۱۹۸۷: «نمی‌تونم دوستت نداشته باشم» #۱ \| - ۱۹۸۷: «بد» #۱ - ۱۹۸۸: «حسی که تو به من میدی» #۱ - ۱۹۸۸: «مرد درون آینه» #۱ - ۱۹۸۸: «دایانای کثیف» #۱ - ۸۹: «مجرم زیرک» #۷ - ۱۹۹۱: «سیاه یا سفید» #۱ - ۱۹۹۲: «زمان رو به یاد بیار» #۳ - ۱۹۹۲: «پشت درهای بسته» #۶ - ۱۹۹۳: «آیا آنجا خواهی بود» # - ۱۹۹۵: «جیغ» #۵ - ۱۹۹۵: «تو تنها نیستی» #۱ - ۲۰۰۱: «دنیای مرا باشکوه می‌کنی» #۱۰ \| | |
| - ۱۹۷۱: «باید آنجا باشم» #۴ - ۱۹۷۲: «راکین رابین» #۲ - ۱۹۷۲: «بن» #۱ - ۱۹۷۹: «تا به اندازه کافی گیرت نیومده بس نکن» #۱ - ۱۹۸۰: «رقص با تو» #۱ - ۱۹۸۰: «غیر معمول» #۱۰ - ۱۹۸۰: «او در زندگی‌ام نیست» #۱۰ - ۱۹۸۳: «آن دختر مال من است» #۲ - ۱۹۸۳: «بیلی جین» #۱ - ۱۹۸۳: «بزن به چاک» #۱ - ۱۹۸۳: «می‌خوای چیزی رو شروع کنی» #۴ - ۱۹۸۴: «طبیعت بشر» #۶ - ۱۹۸۴: «پی وای تی» #۱۰ - ۱۹۸۴: «بگو بگو بگو» #۱ - ۱۹۸۴: «تریلر» #۴ - ۱۹۸۷: «نمی‌تونم دوستت نداشته باشم» #۱ | - ۱۹۸۷: «بد» #۱ - ۱۹۸۸: «حسی که تو به من میدی» #۱ - ۱۹۸۸: «مرد درون آینه» #۱ - ۱۹۸۸: «دایانای کثیف» #۱ - ۸۹: «مجرم زیرک» #۷ - ۱۹۹۱: «سیاه یا سفید» #۱ - ۱۹۹۲: «زمان رو به یاد بیار» #۳ - ۱۹۹۲: «پشت درهای بسته» #۶ - ۱۹۹۳: «آیا آنجا خواهی بود» # - ۱۹۹۵: «جیغ» #۵ - ۱۹۹۵: «تو تنها نیستی» #۱ - ۲۰۰۱: «دنیای مرا باشکوه می‌کنی» #۱۰ |

همچنین آهنگ امشب هالیوود مایکل جکسون که بعد از در گذشتش منتشر شده بود در صدر جدول رقص کلاب بیلبورد قرار گرفت.

## تک‌آهنگ‌های جکسون که در جدول آر اند بی بیلبورد شماره یک شدند
| \| - ۱۹۷۹: «تا به اندازه کافی گیرت نیومده بس نکن» (۵ هفته) - ۱۹۸۰: «رقص با تو» (۶ هفته) - ۱۹۸۳: «آن دختر مال من است» (۳ هفته) - ۱۹۸۳: «بیلی جین» (۹ هفته) - ۱۹۸۳: «بزن به چاک» (۱ هفته) - ۱۹۸۷: «فقط نمی‌تونم دوست داشتنت رو مهار کنم» (۱ هفته) - ۱۹۸۷: «بد» (۳ هفته) \| - ۱۹۸۷: «حسی که تو به من میدی» (۴ هفته) - ۱۹۸۸: «مرد درون آینه» (۱ هفته) - ۱۹۸۸: «قسمت دیگر من» (۱ هفته) - ۱۹۹۱: «زمان رو به یاد بیار» (۲ هفته) - ۱۹۹۱: «در پستو» (۱ هفته) - ۱۹۹۵: «تو تنها نیستی» (۴ هفته) \| | |
| - ۱۹۷۹: «تا به اندازه کافی گیرت نیومده بس نکن» (۵ هفته) - ۱۹۸۰: «رقص با تو» (۶ هفته) - ۱۹۸۳: «آن دختر مال من است» (۳ هفته) - ۱۹۸۳: «بیلی جین» (۹ هفته) - ۱۹۸۳: «بزن به چاک» (۱ هفته) - ۱۹۸۷: «فقط نمی‌تونم دوست داشتنت رو مهار کنم» (۱ هفته) - ۱۹۸۷: «بد» (۳ هفته) | - ۱۹۸۷: «حسی که تو به من میدی» (۴ هفته) - ۱۹۸۸: «مرد درون آینه» (۱ هفته) - ۱۹۸۸: «قسمت دیگر من» (۱ هفته) - ۱۹۹۱: «زمان رو به یاد بیار» (۲ هفته) - ۱۹۹۱: «در پستو» (۱ هفته) - ۱۹۹۵: «تو تنها نیستی» (۴ هفته) |